# Простор (журнал)
«Просто́р» — старейший литературно-художественный журнал Казахстана на русском языке. Печатный орган Союза писателей Казахстана. Издаётся в Казахстане с 1960 года. Тематика: стихи, проза, документальная проза.
Предшественниками «Простора» были сборник «Казахстан» (1933), журналы «Советская литература Казахстана» (1934), «Литературный Казахстан» (1935—1939) и «Литература и искусство Казахстана» (1939—1941), альманах «Казахстан» (1946), журнал «Советский Казахстан» (1953—1959).
В 1960-х — начале 1970-х годов журнал был широко известен в СССР. В это время журнал возглавлял выдающийся писатель И. П. Шухов (1906—1977). Он сумел привлечь в состав редакции и к сотрудничеству с журналом многих талантливых прозаиков, публицистов, поэтов (В. Петров, Ю. Герт, В. Антонов, Н. Ровенский, Г. Черноголовина, И. Щеголихин, М. Симашко, Р. Тамарина и другие). На страницах «Простора» впервые были опубликованы стихи полузапрещённых в то время Анны Ахматовой, Марины Цветаевой, Осипа Мандельштама, неизвестные произведения Платонова и Пастернака. «Простор» вернул из забвения имена Павла Васильева и Антона Сорокина. На страницах журнала появились первые материалы по булгаковедению.
Тираж журнала в эти годы превышал 50 тысяч экземпляров. В конце 1980-х годов, из-за публикации романа В. Д. Успенского «Тайный советник вождя», тираж журнала возрос до 160 тысяч экземпляров. В настоящее время тираж составляет 1100 экземпляров.

## Интересные факты
- Существует легенда, что после разгрома «Нового мира», перед смертью, Твардовский говорил: «Ничего… есть ещё Иван Шухов, есть ещё журнал „Простор“». Первый помощник Твардовского по «Новому миру» Владимир Лакшин писал в 1972 году, после смерти Твардовского: «Понимаю положение „Простора“. Вы засветили свой огонь. Да не всем нравится, когда в степи что-то светит и греет».
- В Москве и Ленинграде на «Простор» записывались в библиотеках на месяц вперед. После выхода в 1966 году документальной повести о замученном в НКВД учёном Николае Вавилове на имя Шухова пришло такое письмо:

Два номера Вашего «Простора» пользуются в Ленинграде необыкновенным, истерическим успехом… Получил два номера на одну ночь — с 11 часов вечера до 10 часов утра. [далее следует просьба выслать какие-нибудь бракованные экземпляры] … вдруг да в редакции завалялась какая-нибудь верстка этих номеров. Вдруг да судьба мне улыбнётся.Юрий Герман
- Тогда же готовились к печати стихи другого «врага народа» — Магжана Джумабаева; сейчас Магжан — классик, «казахский Пушкин».
- В 1969 году «Простор» опубликовал роман Ильяса Есенберлина «Хан Кене», о запрещённом к упоминанию историческом деятеле, последнем казахском хане Кенесары, чьё восстание было разгромлено русским самодержавием. Роман позже вошёл в знаменитую трилогию «Кочевники».
- Поводом для опалы главного редактора Ивана Шухова стал знаменитый ныне роман Фредерика Форсайта «День Шакала», который «Простор» начал публиковать в 1974 году. История эта смутна до сих пор. После выхода первой части власти усмотрели не то параллели с покушением на Брежнева, не то инструкцию по покушению на первых лиц государства, не то поставили в вину высказывания Форсайта в поддержку Солженицына… Так или иначе первый номер журнала вроде бы велели конфисковать. Но Шухов упрямо выпустил и второй номер, на котором печатание Форсайта закончилось, и участь Шухова была решена.[2]

## Главные редакторы
- 1961—1963 — Снегин, Дмитрий Фёдорович
- 1963—1974 — Шухов, Иван Петрович
- 1975—1985 — Ларин, Вениамин Иванович
- 1985—1992 — Толмачев, Геннадий Иванович[каз.]
- 1992—1996 — Петров, Ростислав Викторович[каз.]
- 1996—1997 — Киктенко, Вячеслав Вячеславович
- 2000—2003 — Петров, Ростислав Викторович
- 2003—2016 — Михайлов, Валерий Фёдорович
- 2016—2023 — Бакбергенов Кайрат Саурбекович

## Состав редколлегии
- Главный редактор — Бакбергенов, Кайрат Саурбекович
- Заместитель главного редактора — Шашкова, Любовь Константиновна

В разные годы работали:  Иван Абрамов, Юрий Герт